# As-Sidr
Koordinaten: 30° 38′ N, 18° 21′ O
As-Sidr (arabisch السدر, auch als (Ras) es-Sider, al Sidr oder al Sidra transkribiert) ist eine libysche Betriebssiedlung und ein bedeutendes Öl-Verladeterminal am Mittelmeer.
Der Ort befindet sich im Munizip Surt, ca. 10 km westlich der Wohnsiedlung von Ras Lanuf und 30 km südöstlich von Ben Dschawad am Golf von Sidra (Große Syrte), der nach diesem Ort benannt ist. Der hiesige Al Sidra Airport bzw. Matratin Airport ist ein Landeplatz für die ortsansässige Ölindustrie. Der Flugplatz verfügt über eine, etwa 2100 m lange, Start- und Landebahn (13/31).
Während der Aufstände in Libyen kam es Anfang März 2011 zu heftigen Kämpfen zwischen den Aufständischen, die aus Osten in Richtung der westlich gelegenen Regionalhauptstadt Surt vorrückten, und der Luftwaffe des Regimes, die das Ölverladeterminal Es Sider angriff. Mehrere Tanks standen in Flammen.